# 森脇亮介
森脇 亮介（もりわき りょうすけ、1992年7月13日 - ）は、京都府福知山市出身のプロ野球選手（投手・育成選手）。右投右打。埼玉西武ライオンズ所属。

## 経歴

### プロ入り前
福知山市立遷喬小学校1年生のときに遷喬ジャガーズで野球を始め、福知山市立日新中学校では軟式野球部に所属し、入部当初は遊撃手だったが、2年生の秋から投手を務めた。
京都市立塔南高校（現在の開建高校）では1年春からベンチ入りし、エースとなった1年秋は京都府大会3位で近畿地区大会に出場。3年夏は龍谷大平安高校との4回戦で敗退し、甲子園出場経験は無かったものの、球速は140km/hを超え、プロ球団のスカウトの目に留まる存在であった。ただ、後に本人が「高校を卒業してプロに行って活躍できればいいけど、もし芽が出なかったとき、どうしようかなと。大学を出ていたほうがいいんじゃないかと考えていました」と話したように、プロで活躍する自信が無く、プロ志望届は提出しなかった。
日本大学への進学後は、2年春の東都大学リーグ入替戦でデビュー。3年秋には同2部リーグで4勝0敗・防御率1.91を記録した。ただ、チームでは同級生の戸根千明が主戦投手であり、4年間のリーグ戦では通算8勝6敗と思うような活躍ができず、後に本人は「結果が出ないことに、ずっともやもやしていました。このままだったら大学で野球は終わりかな、と思いました」と振り返った。しかし、仲村監督が社会人監督時代の選手であったセガサミー・初芝清監督に「いい選手がいるから見てくれないか」と依頼し、4年時にセガサミーの練習へ参加。森脇の一挙手一投足を見て、初芝監督は採用を決め、大学卒業後はセガサミーに入社した。
セガサミーへの入社後は、1年目から都市対抗と日本選手権を経験。プロを意識するようになった2年目は、結果を出そうとする気持ちが力みに繋がってしまい、都市対抗では予選敗退。NTT東日本の補強選手として本大会に出場し、最速152km/hを計測したが、準決勝で自身が打たれてサヨナラ負けを喫した。3年目にチームは都市対抗に出場したが、森脇自身は結果を残せておらず、試合ではほとんど投げられず、日本選手権予選ではベンチに入ることもできなかった。引退も覚悟し、1番自信があるストレートをもう1度磨こうと決心した4年目は都市対抗に出場し、NTT西日本との初戦で先発を任されると、4安打12奪三振の快投で完封勝利を挙げるなど、チームをベスト4に導く活躍を見せ、大会優秀選手に輝いた。
2018年10月25日に行われたドラフト会議にて、埼玉西武ライオンズから6位指名を受け、11月20日に契約金3000万円・年俸1000万円（金額はいずれも推定）で仮契約を結んだ。背番号は28。

### 西武時代
2019年は春季キャンプを一軍でスタートし、春先の練習試合では結果を残したものの、オープン戦では結果を残せず、開幕を二軍で迎えた。5月4日に出場選手登録となり、同6日の東北楽天ゴールデンイーグルス戦でプロ初登板。5月15日の福岡ソフトバンクホークス戦では1点ビハインドの6回裏から登板し、3イニングを無失点に抑えると、直後にチームが逆転したことで森脇にプロ初勝利が記録された。同29日の楽天戦ではプロ初ホールドも記録したが、夏場に入ると調子を落とし、8月14日に出場選手登録を抹消された。その後の一軍昇格は果たせずにシーズンを終え、ルーキーイヤーは一軍で29試合に登板し、2勝1敗2ホールド・防御率4.94という成績であった。オフに300万円増となる推定年俸1300万円で契約を更改した。
2020年は新型コロナウイルスの影響で開幕延期・120試合制の短縮シーズンとなったが、6月19日の開幕を一軍で迎えた。ホールドの付かない場面での登板が続いたものの、8月18日時点で18試合に登板して防御率1.50と安定感抜群の投球を続けると、同23日のオリックス・バファローズ戦でシーズン初ホールドを記録。この試合で3失点を喫して敗戦投手となったセットアッパーのリード・ギャレットの乱調がその後も続くと、7回のセットアッパーを任されるようになり、10月2日の千葉ロッテマリーンズ戦では1点リードの延長10回裏から登板し、無失点に抑えてプロ初セーブを挙げた。この年は47試合の登板で7勝1敗16ホールド1セーブ・防御率1.35と好成績を残し、オフに2000万円増となる推定年俸3300万円で契約を更改した。
2021年は春季キャンプをA班でスタートしたが、2月下旬に右肩の違和感を訴え、3月16日からB班に合流。そのまま二軍で開幕を迎え、4月24日の二軍戦で実戦復帰し、5月3日に出場選手登録となった。前年のようにセットアッパーを任されることもあったが、状態が上がらず、7月3日に出場選手登録を抹消された。五輪による中断期間を経て、8月13日の後半戦開幕と共に出場選手登録されると、球威やキレが戻り、前年の安定感には及ばなかったものの、シーズン終了までブルペンの一角を担い、この年は45試合の登板で3勝1敗13ホールド1セーブ・防御率4.02を記録。オフに200万円増となる推定年俸3500万円で契約を更改した。
2022年も春季キャンプをA班でスタートしたが、左脇腹の違和感で3月14日からB班へ合流。そのまま開幕を二軍で迎え、4月2日の交流試合で実戦復帰し、同23日に出場選手登録となった。その後は8月に背中の張りで出場選手登録を抹消された期間がありながらも、ブルペンの一角を担い、この年は43試合の登板で1勝1敗10ホールド1セーブ・防御率1.72を記録。オフに500万円増となる推定年俸4000万円で契約を更改した。
2023年は3年ぶりに開幕一軍入りを果たすと、平良海馬の先発転向や水上由伸の不振もあり、ピンチでの火消しや僅差の試合中盤での登板、ときには連投の守護神増田達至に代わってクローザーも務めるなど、様々な役割を担った。さらに8回のセットアッパーを務めていた佐藤隼輔が7月3日に出場選手登録を抹消されると、8回のセットアッパーを任されるようになり、7月13日終了時点で31試合に登板し、2勝1敗12ホールド3セーブ・防御率1.95と好成績を残していたが、翌14日に登録抹消。球団は森脇が「右上腕動脈閉塞症」と診断され、全治が未定であることを発表した。その後、8月8日に東京都内の病院で「上腕動脈パッチ形成術」を受け、実戦復帰まで8〜10か月を要する見込みであることが9月27日に球団から発表された。10月4日に戦力外通告を受け、11月25日に育成選手として再契約した。推定年俸は3600万円。背番号は127となった。
2024年の前半はリハビリに専念。7月3日のイースタン・リーグの北海道日本ハムファイターズ戦でおよそ1年ぶりに実践登板を果たした。

## 人物
西武への入団時には既婚者で、2児の父だった。その後にもう一子が誕生し、2022年現在は3人子供がいる。

## 選手としての特徴
大きく左足を上げ、テイクバックに移る際に脱力して棒立ちの状態になり、そこから加速して腕を振るという変則フォームが特徴。ナックルカーブとフォークは落差が大きく、縦の変化球を操れる投手である。変化球は他にカットボールとスライダーも投じる。
ストレートの最速はアマチュア時代に152km/h、プロ入り後は2019年7月26日の日本ハム戦、6回一死から西川遥輝への4球目で150km/hを計測している。

## 詳細情報

### 年度別投手成績
| 年 度     | 球 団     | 登 板 | 先 発 | 完 投 | 完 封 | 無 四 球 | 勝 利 | 敗 戦 | セ 丨 ブ | ホ 丨 ル ド | 勝 率 | 打 者 | 投 球 回 | 被 安 打 | 被 本 塁 打 | 与 四 球 | 敬 遠 | 与 死 球 | 奪 三 振 | 暴 投 | ボ 丨 ク | 失 点 | 自 責 点 | 防 御 率 | W H I P |
| --------- | --------- | ----- | ----- | ----- | ----- | -------- | ----- | ----- | -------- | ----------- | ----- | ----- | -------- | -------- | ----------- | -------- | ----- | -------- | -------- | ----- | -------- | ----- | -------- | -------- | ------- |
| 2019      | 西武      | 29    | 0     | 0     | 0     | 0        | 2     | 1     | 0        | 2           | .667  | 143   | 31.0     | 29       | 3           | 20       | 0     | 3        | 24       | 1     | 0        | 17    | 17       | 4.94     | 1.58    |
| 2020      | 西武      | 47    | 0     | 0     | 0     | 0        | 7     | 1     | 1        | 16          | .875  | 178   | 46.2     | 22       | 3           | 20       | 0     | 1        | 41       | 1     | 1        | 8     | 7        | 1.35     | 0.90    |
| 2021      | 西武      | 45    | 0     | 0     | 0     | 0        | 3     | 1     | 1        | 13          | .750  | 184   | 40.1     | 42       | 3           | 22       | 1     | 2        | 29       | 3     | 0        | 18    | 18       | 4.02     | 1.59    |
| 2022      | 西武      | 43    | 0     | 0     | 0     | 0        | 1     | 1     | 1        | 10          | .500  | 148   | 36.2     | 30       | 2           | 8        | 1     | 2        | 33       | 0     | 0        | 10    | 7        | 1.72     | 1.04    |
| 2023      | 西武      | 31    | 0     | 0     | 0     | 0        | 2     | 1     | 3        | 12          | .667  | 117   | 27.2     | 22       | 1           | 15       | 0     | 0        | 26       | 1     | 0        | 8     | 6        | 1.95     | 1.34    |
| 通算：5年 | 通算：5年 | 195   | 0     | 0     | 0     | 0        | 15    | 5     | 6        | 53          | .750  | 770   | 182.1    | 145      | 12          | 85       | 3     | 8        | 153      | 6     | 1        | 61    | 55       | 2.71     | 1.26    |

- 2024年度シーズン終了時
- 各年度の太字はリーグ最多

### 年度別守備成績
| 年 度 | 球 団 | 投手  | 投手  | 投手  | 投手  | 投手  | 投手     |
| 年 度 | 球 団 | 試 合 | 刺 殺 | 補 殺 | 失 策 | 併 殺 | 守 備 率 |
| ----- | ----- | ----- | ----- | ----- | ----- | ----- | -------- |
| 2019  | 西武  | 29    | 0     | 4     | 0     | 1     | 1.000    |
| 2020  | 西武  | 47    | 2     | 11    | 1     | 0     | .929     |
| 2021  | 西武  | 45    | 0     | 7     | 0     | 0     | 1.000    |
| 2022  | 西武  | 43    | 1     | 2     | 0     | 0     | 1.000    |
| 2023  | 西武  | 31    | 1     | 5     | 1     | 0     | .857     |
| 通算  | 通算  | 195   | 4     | 29    | 2     | 1     | .943     |

- 2024年度シーズン終了時

### 記録
初記録
投手成績
- 初登板：2019年5月6日、対東北楽天ゴールデンイーグルス7回戦（メットライフドーム）、7回表に4番手で救援登板、2回無失点
- 初奪三振：2019年5月10日、対北海道日本ハムファイターズ7回戦（札幌ドーム）、8回裏に清水優心から空振り三振
- 初勝利：2019年5月15日、対福岡ソフトバンクホークス8回戦（福岡 ヤフオク!ドーム）、6回裏に2番手で救援登板、3回無失点
- 初ホールド：2019年5月29日、対東北楽天ゴールデンイーグルス9回戦（はるか夢球場）、7回裏に3番手で救援登板、1/3回無失点
- 初セーブ：2020年10月2日、対千葉ロッテマリーンズ18回戦（ZOZOマリンスタジアム）、10回裏に4番手で救援登板・完了、1回無失点

打撃記録
- 初打席：2019年6月8日、対横浜DeNAベイスターズ2回戦（横浜スタジアム）、5回表に井納翔一から空振り三振

### 背番号
- 28（2019年[12] - 2023年）
- 127（2024年[61] - ）

### 登場曲
- 「Change」SELLOUT（2019年）[71]
- 「My Life」SELLOUT（2020年 - ）
- 「Break The Wall」D.O.L（2022年 - ）